# Classe New Mexico
La classe New Mexico est une classe de trois cuirassés construits pour l'US Navy durant la Première Guerre mondiale ; les trois navires participent à la Seconde Guerre mondiale avant d'être rayés des listes à la fin du conflit.

## Histoire
Au début des années 1910, la Navy américaine a commencé à expérimenter des canons de 16 pouces (406 mm) alors que d'autres marines commençaient à passer à des armes de 15 pouces (381 mm). Au fur et à mesure que le développement des nouveaux canons progressait, la Navy a évalué une série de propositions de navires incorporant des canons de 16 pouces. Le premier était un navire de dix canons avec cinq tourelles à deux canons qui comprenait également un blindage amélioré par rapport aux cuirassés précédents. De plus, la batterie secondaire est passée de l'armement américain standard de canons de 5 pouces (127 mm) à des armes de 6 pouces (152 mm). Une autre version plus petite avec huit canons de 16 pouces a également été suggérée, ainsi qu'une conception montant le canon alors standard de 14 pouces (356 mm). Au fur et à mesure que les travaux sur la nouvelle conception progressaient, le coût des navires augmentait considérablement. Comparé au coût d'un navire à canon de 14 pouces - 12 millions de dollars - le navire à huit canons de 16 pouces a été estimé à 16,5 millions de dollars, tandis que le prix du navire à dix canons est passé à 19 millions de dollars.
Avant même que les essais des nouveaux canons ne soient terminés, le contre-amiral Joseph Strauss , alors chef du Bureau of Ordnance (BuOrd), a fait valoir en 1913 que le canon de 16 pouces ne valait pas la peine d'être poursuivi; il a fait valoir qu'aux portées de bataille attendues actuelles, le canon de 14 pouces était capable de pénétrer une plaque de blindage lourde tout aussi efficacement et qu'un navire transportant douze de ces canons avait de bien meilleures chances de toucher qu'un navire avec huit canons de 16 pouces. Le Conseil général a accepté et a chargé les concepteurs de travailler sur le navire avec canons de 14 pouces. Les tourelles existantes pour ces canons utilisaient une seule glissière de recul pour les trois canons, ce qui faisait craindre qu'un seul coup puisse le bloquer et ainsi désactiver les trois canons. Strauss a donc suggéré que les concepteurs du Bureau de construction et de réparation, sous la direction du constructeur en chef Richard Watt, incorporent des glissières indépendantes.
Le personnel de conception a soumis deux propositions le 21 novembre 1913: une version de 35 500 tonnes longues (36 100 t) et une variante de 33 200 tonnes longues (33 700 t). Le premier incorporait une batterie secondaire de vingt canons de 6 pouces, tandis que le plus petit conservait vingt-deux des canons standard de 5 pouces. Des économies de poids ont également été réalisées en réduisant l'épaisseur de la barbette et de l'armure de ceinture d'un pouce et en réduisant la capacité de carburant. Le Conseil général a préféré le plus grand des deux, citant le blindage le plus lourd nécessaire pour vaincre les derniers canons de 15 pouces adoptés sur les cuirassés étrangers et la batterie secondaire plus puissante, qu'ils considéraient comme nécessaire pour parer les attaques de torpilles à longue portée par des destroyers. Le secrétaire de la Marine Josephus Daniels n'était pas d'accord et, le 3 janvier 1914, a rejeté la conception en raison de son coût plus élevé. Au lieu de cela, il a ordonné à la marine d'accepter une répétition de la classe Pennsylvania précédente, qui pourrait être équipée de glissières séparées pour les canons principaux.
Le travail sur la conception s'est poursuivi tout au long de l'année; les concepteurs craignaient que ces cuirassés soient trop «humides» vers l'avant, ce qui a conduit à l'adoption d'une proue incurvée pour réduire la tendance à embarquer de l'eau dans une mer agitée. De plus, l'expérience avec les navires existants avait révélé que la batterie secondaire, montée dans des casemates dans le pont du gaillard d'avant, était effectivement inutilisable dans des conditions de mer agitée. Les concepteurs ont donc déplacé dix-huit des canons d'un pont plus haut et plus à l'arrière, où ils seraient moins susceptibles d'être inactivés. Des économies de poids ailleurs ont permis aux concepteurs de renforcer le pont principal et la cloison transversale à chaque extrémité de la ceinture. Daniels a approuvé ces changements le 2 juillet, et le mois suivant, le BuOrd a suggéré d'utiliser une nouvelle version de calibre 50 du canon de 14 pouces, que Watt a autorisé en septembre. Le canon plus long produisait une vitesse initiale plus élevée, ce qui permettait aux obus de pénétrer 2 pouces (51 mm) supplémentaires de blindage à 10 000 yd (9 100 m). À ce moment-là, les travaux sur la conception se sont arrêtés, car les offres pour les contrats devaient être soumises à partir du 6 octobre.
Malgré le fait que la période d'offre soit ouverte, une autre modification majeure de la conception a été apportée. À l'époque, le système de propulsion standard des navires de guerre reposait sur des turbines à vapeur pour faire tourner les arbres d'hélice, les premières versions fonctionnaient le plus efficacement à grande vitesse, tandis que les secondes généraient la poussée le plus efficacement à une vitesse relativement faible. Une solution à ce problème était la transmission turbo-électrique, qui utilisait les turbines pour générer de l'énergie électrique qui, à son tour, alimentait les moteurs électriques qui entraînaient les hélices. Le Bureau of Steam Engineering (BuEng) a recommandé le nouveau système le 17 octobre, soulignant qu'il présenterait de nombreux avantages par rapport aux systèmes traditionnels à entraînement direct, notamment une plus grande économie de carburant et des machines plus légères et plus petites, qui pourraient être utilisées pour raccourcir la partie blindée qui protégeait les éléments vitaux des navires. De plus, étant donné que les turbines n'auraient besoin de tourner que dans un sens, des machines plus simples sans engrenages de marche arrière pourraient être utilisées. Daniels en était convaincu et il a approuvé le changement pour le New-Mexico le 10 novembre.  Comme il s'agissait d'une technologie non éprouvée, les deux autres exemplaires de la classe ont reçu des systèmes à entraînement direct.
Le Congrès a autorisé deux navires pour la classe - le New-Mexico et le Mississippi - mais au milieu de 1914, deux pré-dreadnoughts de la classe Mississippi ont été vendus à la marine grecque, et la marine américaine a pu utiliser les fonds générés par leur vente pour financer un troisième membre de la classe, l'Idaho.
- (en) Cet article est partiellement ou en totalité issu de l’article de Wikipédia en anglais intitulé « New Mexico-class battleship » (voir la liste des auteurs).

## Unités de la classe
| Nom             | Chantier                          | Quille          | Lancement       | Mise en service  | Destin                                                                  |
| --------------- | --------------------------------- | --------------- | --------------- | ---------------- | ----------------------------------------------------------------------- |
| USS New Mexico  | New York Navy Yard                | 14 octobre 1915 | 23 avril 1917   | 20 mai 1918      | Rayé des listes en février 1947                                         |
| USS Mississippi | Newport News Shipbuilding         | 5 avril 1915    | 25 janvier 1917 | 18 décembre 1917 | Transformé en navire de test en 1946, rayé des listes en septembre 1956 |
| USS Idaho       | New York Shipbuilding Corporation | 20 janvier 1915 | 30 juin 1917    | 24 mars 1919     | Rayé des listes en novembre 1947                                        |